# Phaenocarpa studiata
Phaenocarpa studiata är en stekelart som beskrevs av Fischer 1975. Phaenocarpa studiata ingår i släktet Phaenocarpa och familjen bracksteklar. Inga underarter finns listade i Catalogue of Life.